# Kids Are Growing Up (Part 1)
Kids Are Growing Up (Part 1) è un singolo del rapper australiano The Kid Laroi pubblicato come secondo estratto dal primo album in studio The First Time dalla Columbia il 10 febbraio 2023.

## Tracce
Testi di Charlton Howard, Michael Gordon, musiche di Michael Gordon.
1. Kids Are Growing Up (Part 1) – 2:02